# モーホ・ド・カレッカ

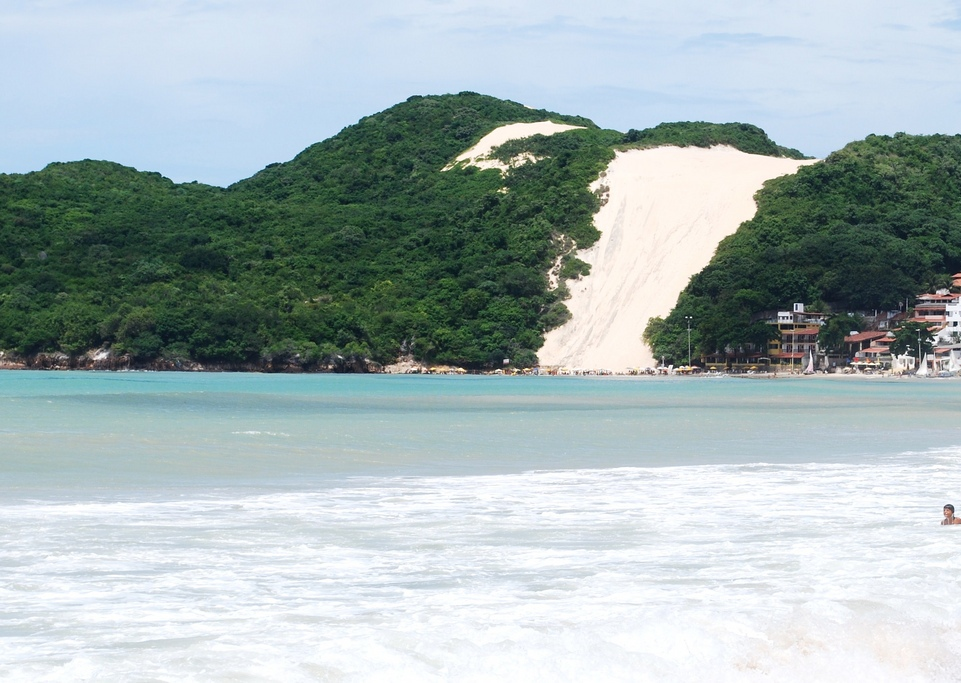
モーホ・ド・カレッカ（2009年）

モーホ・ド・カレッカ（ポルトガル語: Morro do Careca、禿げ山を意味する）は、モーロ・ド・カレッカ、モロ・ド・カレカなどの表記でも知られる、ブラジルリオグランデ・ド・ノルテ州ナタール南部のポンタ・ネグラ南端にある砂丘。
標高は120mあるいは107mとされ、周囲は植物に囲まれている。
環境保護のためポンタ・ネグラの51%に相当する363ヘクタールが保護地域に指定され、進入は禁止されているが、観光客による進入が発生している。